# 葉黃素
葉黃素是目前已经发现的六百多種天然類胡蘿蔔素中的一種，属於光合色素，具亲脂性而通常不溶于水，分子式为C40H56O2；以脂肪酸酯化型存在於橙黃色蔬果或是花朵中，而以游離型存在於綠色蔬菜與某些藻類中；將植物內的酯化型葉黃素皂化，可製備游離型葉黃素。對於游離型是否比酯化型容易吸收利用，目前科學沒有明確結論。
雖然在蛋黃和動物脂肪中也可找到葉黃素，但動物無法自行製造，必須從食物攝入，所以眼睛黃斑部與雞蛋蛋黄的黄颜色均来自食物內的葉黄素。
葉黃素是一種抗氧化物，並可以吸收短波長光線（如藍光等對眼睛有害光線），這是因為其結構中有一多烯鏈，是一種含共軛雙鍵的長鏈發色團，可提供獨特的吸收光線性質；而此多烯鏈又容易被光或熱氧化降解，在酸性環境下也不穩定。

## 命名
在中文中，“叶黄素”这个用法对应于两个不同的英文概念，lutein与Xanthophyll。这常常造成混淆与误用。在著作《类胡萝卜素化学及生物化学》的序言中，是如此分辨这两个概念：
由于它们在人体内不会转化成维生素A，过去对于类胡萝卜素中番茄红素（Lycopene）和叶黄素（Lutein）的研究较少。后来的研究发现：类胡萝卜素中的含氧类胡萝卜素（叶黄素类，Xanthophylls），可以具有比β-胡萝卜素更高的抗氧化活性，…… 
在该书的第八章第二节《万寿菊花中的叶黄素及其制品》，给叶黄素的定义为：
叶黄素是一种类胡萝卜素。其中文习惯命名为叶黄素，英文习惯命名为Lutein，中文系统命名为3,3'-二羟基-β,α-胡萝卜素，英文系统命名为3,3'-di-hydroxy-β,α-carotene，分子式C40H56O2，相对分子质量568.88。
可见，应把Lutein译为叶黄素，把Xanthophylls译为叶黄素类，比较合适。

## 色素用途
葉黃素和玉米黃素都因為本身的橙紅色而被用於製作天然的色素。因為葉黃素吸收藍光，所以在低濃度時為黃色，在高濃度時為橙黃色。
葉黃素傳統被用來餵飼雞隻，可以令雞皮呈現黃色。葉黃素也令蛋黃呈現更深的黃色。葉黃素比較不穩定，在其他的著色劑存在的情況之下，不會用作食品的著色劑。

## 人體相關
在人類視網膜上的視網膜黃斑有大量的葉黃素聚集，而視網膜黃斑是負責中央視力的地方。葉黃素有助保護眼睛免受氧化及高能量光線傷害。有研究稱攝取葉黃素和眼睛內的色素沉着有直接的關係，亦有其他的研究稱加強黃斑點中的色素沉着可降低患上黃斑部退化（AMD）等眼疾的風險。
由於現時唯一關於葉黃素對眼睛健康的隨機臨床試驗只屬於小型研究，所以需要更多深入的研究才可進一步瞭解葉黃素對視力的影響。
葉黃素是人類日常食用生果及蔬菜時可吸收到的營養素，如果缺乏葉黃素可服用補充劑，而消化系统較差的老年人，可以使用舌下的噴劑來補充葉黃素，早在1996年葉黃素已被加入為膳食補充劑。
另外，對於過量吸取葉黃素會對肝臟造成多餘的負擔，台灣目前法規訂定膠囊、錠狀保健食品葉黃素添加上限為30mg/d,美国因为葉黃素不是主要营养FDA对它没有规定，但有推荐上限为20mg/d。
現在還未知葉黃素和葉黃素酯之間的功能差別，但葉黃素酯在人體中需經去酯化才能被轉化使用；有部分研究表示葉黃素酯生物利用度較低，不過至今並沒有太多嚴謹的完整報告。
部分研究報導表示，由於游離型葉黃素已透過水解技術去除脂肪酸，分子量大幅減少，約只有酯化型的1/2，不需經過人體消化過程，可以直接在小腸被吸收，轉變成人體所需的營養素，所以游離型葉黃素會比脂化型的還要容易吸收。相較之下，酯化型葉黃素雖在價格上較便宜，但酯化型葉黃素因帶有2個酯鍵，除分子量較游離型約大2倍外，還需經過身體消化酵素去酯化後才能被吸收利用，因此吸收利用率會較差。若只從含量來看，酯化型葉黃素可能含有高劑量，但其實並不容易吸收，且酯化型葉黃素容易堆積在體內，長期攝取可能囤積過多，反而造成肝臟代謝負擔。並且應避免與Beta胡蘿蔔素補充品一起使用，因為產品競爭吸收，使得葉黃素吸收率下降。
多種綠葉蔬菜包括菠菜、芥菜、生菜、西蘭花、冬瓜、青蘿蔔、玉米、金盞花等都含有非常大量的葉黃素，正常均衡的日常飲食就可攝得比補充劑更多的量。雞蛋蛋黃含有豐富的葉黃素及玉米黃素，生物可利用率是綠色蔬菜的三到四倍。

### 每100公克食物中所含葉黃素
| 食物        | 葉黃素含量       |
| ----------- | ---------------- |
| 蘿蔔葉 (生) | 12825 微克（μg） |
| 菠菜 (生)   | 12198 微克（μg） |
| 菠菜 (熟)   | 11308 微克（μg） |
| 豌豆        | 2593 微克（μg）  |
| 蘿蔓生菜    | 2312 微克（μg）  |
| 節瓜        | 2125 微克（μg）  |
| 抱子甘藍    | 1590 微克（μg）  |
| 開心果      | 1205 微克（μg）  |
| 花椰菜      | 1121 微克（μg）  |
| 玉米        | 644 微克（μg）   |
| 蛋          | 353 微克（μg）   |
| 胡蘿蔔      | 256 微克（μg）   |
| 奇異果      | 121 微克（μg）   |

## 商業應用
葉黃素的市場可分為藥用，保健食品，普通食品，寵物食品及動物及魚類飼料。 藥用市場估計每年總值一億九千萬美元。保健食品及普通食品估計每年總值一億一千萬美元，然而不同產品內容物差異大，實際功效將有差異。而寵物食品及其他產品估計每年總值一億七千五百萬。除了慣常在年齡相關性黃斑點退化的應用外，現在較新的應用都在化妝，美容及用作抗氧化劑的範圍。